# Monte San Savino
Monte San Savino es una localidad italiana de la provincia de Arezzo , región de Toscana, con 8.687 habitantes.

Ubicación de la ciudad de Monte San Savino dentro de la provincia de Arezzo.

## Evolución demográfica
| Gráfica de evolución demográfica de Monte San Savino entre 1861 y 2001 |
|                                                                        |
| Fuente ISTAT - elaboración gráfica de Wikipedia                        |